# Hemimyzon ecdyonuroides
Hemimyzon ecdyonuroides е вид лъчеперка от семейство Balitoridae.

## Разпространение
Видът е разпространен във Виетнам и Лаос.